# Jongleur, le bilboquet
Jongleur, le bilboquet è un cortometraggio del 1897 diretto da Georges Hatot.

## Trama
Un giocoliere viene ripreso mentre esegue i suoi esercizi.